# 라이프니츠군

라이프니츠군의 위치

라이프니츠군(독일어: Bezirk Leibnitz)은 오스트리아 슈타이어마르크주에 위치한 군으로 행정 중심지는 라이프니츠이며 면적은 749.97km2, 인구는 86,991명(2023년 기준), 인구 밀도는 116명/km2이다. 서쪽으로는 도이칠란츠베르크군, 북쪽으로는 그라츠움게붕군, 동쪽으로는 쥐트오스트슈타이어마르크군과 접하며 남쪽으로는 슬로베니아와 국경을 접한다.

## 하위 행정 구역
1개 도시, 16개 시장도시, 12개 일반 시를 관할한다.
- 도시
  - 라이프니츠(Leibnitz)
- 시장도시
  - 아른펠스(Arnfels)
  - 에렌하우젠안데어바인슈트라세(Ehrenhausen an der Weinstraße)
  - 감리츠(Gamlitz)
  - 글라인슈테텐(Gleinstätten)
  - 그랄라(Gralla)
  - 그로스클라인(Großklein)
  - 하일리겐크로이츠암바젠(Heiligenkreuz am Waasen)
  - 레브링장크트마르가레텐(Lebring-Sankt Margarethen)
  - 로이차흐안데어바인슈트라세(Leutschach an der Weinstraße)
  - 장크트게오르겐안데어슈티핑(Sankt Georgen an der Stiefing)
  - 장크트니콜라이임자우잘(Sankt Nikolai im Sausal)
  - 장크트파이트인데어쥐트슈타이어마르크(Sankt Veit in der Südsteiermark)
  - 슈바르차우탈(Schwarzautal)
  - 슈트라스인슈타이어마르크(Straß in Steiermark)
  - 바그나(Wagna)
  - 빌돈(Wildon)
- 일반 시
  - 알러하일리겐바이빌돈(Allerheiligen bei Wildon)
  - 엠퍼스도르프(Empersdorf)
  - 가버스도르프(Gabersdorf)
  - 하임슈(Heimschuh)
  - 헹스베르크(Hengsberg)
  - 키체크임자우잘(Kitzeck im Sausal)
  - 랑(Lang)
  - 오버하크(Oberhaag)
  - 라그니츠(Ragnitz)
  - 장크트안드레회흐(Sankt Andrä-Höch)
  - 장크트요한임자가우탈(Sankt Johann im Saggautal)
  - 틸미치(Tillmitsch)